# 張學友2002音樂之旅世界巡迴演唱會
張學友2002音樂之旅世界巡迴演唱會是香港歌手張學友在2002年至2003年初於世界各地開展的一次巡迴演出活動。演唱會共進行45場，在各地均引起搶票熱潮。

## 主要演職人員
- 世界巡迴演唱會總監：陳淑芬
- 執行總監：陳永鎬
- 音樂總監：吳慶隆
- 樂手：張建波（Drum），Jamie Wilson（Guitar），蘇德華（Guitar），楊佩絲（Violin），Indra S. bin Ismail（Keyboard），甘詩琳（Keyboard/ Violin），Andy Peterson（Bass），Mohamed Noor bin Syed Yakob（Percussion）
- 和聲：陳達偉、凌偉文、吳佳明、陳嘉露
- 編舞：朱永龍
- 燈光師：李國海
- 音效設計：關民基、黃英忠
- 舞台設計：周炳坤
- 效果總監：奚仲文
- 服裝設計：陳華國

## 巡迴場次
| 場次 | 日期           | 國家／地區       | 省份／城市         | 場館                          |
| ---- | -------------- | ---------------- | ------------------ | ----------------------------- |
| 1    | 2002年3月15日  |                  | 新南威爾士州悉尼   | Sydney Superdome Homebush Bay |
| 2    | 2002年3月17日  | 維多利亞州墨爾本 | 羅德·拉沃競技場    |                               |
| 3    | 2002年3月23日  | 马来西亚         | 聯邦直轄區吉隆坡   | 武吉加里爾國家體育場          |
| 4    | 2002年4月20日  | 中国             | 上海市             | 上海體育場                    |
| 5.   | 2002年5月1日   | 中国             | 浙江省杭州市       | 黃龍體育中心體育場            |
| 6    | 2002年5月17日  | 新加坡           | 新加坡             | 新加坡室內體育館              |
| 7    | 2002年5月18日  | 新加坡           | 新加坡             | 新加坡室內體育館              |
| 8    | 2002年5月25日  | 中国             | 遼寧省瀋陽市       | 五里河體育場                  |
| 9    | 2002年6月1日   | 中国             | 天津市             | 民園體育場                    |
| 10   | 2002年6月22日  | 臺灣             | 台北市             | 台北市立體育場                |
| 11   | 2002年6月28日  | 中国             | 北京市             | 北京工人體育場                |
| 12   | 2002年7月12日  | 中国             | 廣東省廣州市       | 天河體育場                    |
| 13   | 2002年7月14日  | 中国             | 廣東省湛江市       | 湛江市體育中心                |
| 14   | 2002年7月19日  | 中国             | 廣東省東莞市       | 東莞體育場                    |
| 15   | 2002年7月21日  | 中国             | 廣東省珠海市       | 珠海市體育中心                |
| 16   | 2002年7月27日  | 中国             | 廣東省深圳市       | 深圳體育場                    |
| 17   | 2002年8月17日  | 日本             | 東京               | Tokyo Kokusai Forum Hall A    |
| 18   | 2002年8月18日  | 日本             | 東京               | Tokyo Kokusai Forum Hall A    |
| 19   | 2002年8月30日  | 中国             | 浙江省寧波市       | 寧波體育場                    |
| 20   | 2002年9月6日   | 中国             | 浙江省義烏市       | 義烏體育場                    |
| 21   | 2002年9月13日  | 中国             | 海南省海口市       | 大英山舊機場                  |
| 22   | 2002年10月11日 |                  | 文萊穆阿拉區       | Jerudong Park Amphitheatre    |
| 23   | 2002年10月19日 | 中国             | 湖北省武漢市       | 漢口文化體育中心              |
| 24   | 2002年10月26日 | 中国             | 重慶市             | 洋河體育場                    |
| 25   | 2002年11月1日  | 马来西亚         | 彭亨雲頂高原       | 雲星劇場                      |
| 26   | 2002年11月2日  | 马来西亚         | 彭亨雲頂高原       | 雲星劇場                      |
| 27   | 2002年12月17日 | 英国             | 倫敦               | Wembley Arena                 |
| 28   | 2002年12月19日 | 加拿大           | 安大略省多倫多     | Air Canada Centre             |
| 29   | 2002年12月22日 | 美国             | 新澤西州大西洋城   | Trump Taj Mahal Casino        |
| 30   | 2002年12月25日 | 美国             | 內華達州拉斯維加斯 | Caesars Palace                |
| 31   | 2002年12月27日 | 美国             | 內華達州拉斯維加斯 | Caesars Palace                |
| 32   | 2003年1月3日   | 中国             | 雲南省昆明市       | 拓東體育場                    |
| 33   | 2003年1月5日   | 中国             | 浙江省溫州市       | 溫州體育中心體育場            |
| 34   | 2003年1月16日  | 香港             | 香港特別行政區     | 紅磡體育館                    |
| 35   | 2003年1月17日  | 香港             | 香港特別行政區     | 紅磡體育館                    |
| 36   | 2003年1月18日  | 香港             | 香港特別行政區     | 紅磡體育館                    |
| 37   | 2003年1月19日  | 香港             | 香港特別行政區     | 紅磡體育館                    |
| 38   | 2003年1月20日  | 香港             | 香港特別行政區     | 紅磡體育館                    |
| 39   | 2003年1月21日  | 香港             | 香港特別行政區     | 紅磡體育館                    |
| 40   | 2003年1月22日  | 香港             | 香港特別行政區     | 紅磡體育館                    |
| 41   | 2003年1月23日  | 香港             | 香港特別行政區     | 紅磡體育館                    |
| 42   | 2003年1月24日  | 香港             | 香港特別行政區     | 紅磡體育館                    |
| 43   | 2003年1月25日  | 香港             | 香港特別行政區     | 紅磡體育館                    |
| 44   | 2003年1月26日  | 香港             | 香港特別行政區     | 紅磡體育館                    |
| 45   | 2003年1月27日  | 香港             | 香港特別行政區     | 紅磡體育館                    |

## 表演曲目
以下列表僅以2002年6月22日台北場表演的曲目為代表，具體曲目在其他各場次可能出現變化。
- Touch of Love
- Corazon de Melao
- I Got It Made
- Speak Without Words
- 天氣這麼熱
- 如果這都不算愛
- Let Me Go
- 我真的受傷了
- 捉迷藏
- 這個冬天不太冷
- 樓上來的聲音
- 有病呻吟
- 心如刀割
- 她來聽我的演唱會
- 二分之一的幸福
- 頭髮亂了
- 餓狼傳說
- 我等到花兒也謝了（國）
- 想和你去吹吹風
- 吻別（搖滾版）
- 秋意濃
- 每天愛你多一些
- 月半彎（國）
- 偷閒加油站
- 情書
- 深海
- 一路上有你
- 祇想一生跟你走
- 情網
- 一千個傷心的理由
- 祝福
- 一生一火花

## 唱片專輯
2003年6月12日發行演唱會香港場現場錄音CD《音樂之旅Live演唱會》，10月22日發行現場錄影VCD，10月30日發行DVD。

### 曲目
- DISC 1

1. Touch of Love（英語）
2. Corazon de Melao（英語）
3. I Got It Made（英語）
4. Speak Without Words（英語）
5. 天氣這麼熱（國語）
6. 如果這都不算愛（國語）
7. 我真的受傷了（國語）
8. 樓上來的聲音（粵語）
9. 有病呻吟（粵語）
10. 捉迷藏（粵語）
11. 這個冬天不太冷（粵語）
12. 心如刀割（國語）
13. 她來聽我的演唱會（國語）
14. 寂寞的男人（粵語）

- DISC 2

1. 頭髮亂了（粵語）
2. 餓狼傳說（粵語）
3. 我等到花兒也謝了（粵語）
4. 分手總要在雨天（粵語）
5. 怎麼捨得你（粵語）
6. 想和你去吹吹風（國語）
7. 吻別（國語）
8. 李香蘭（粵語）
9. 每天愛你多一些（粵語）
10. 月半彎（粵語）
11. 還是覺得你最好（粵語）

- DISC 3

1. 情書（國語）
2. 情網（國語）
3. 舊情綿綿（粵語）
4. 離開以後（粵語）
5. 祇想一生跟你走（粵語）
6. 忘記他（粵語）
7. 輕撫你的臉（粵語）
8. 真情流露（粵語）
9. 妳的名字  我的姓氏（粵語）
10. 夕陽醉了（粵語）
11. 遙遠的她（粵語）
12. 祝福（國語）
13. 一生一火花（粵語）